# Григорук Антон Антонович

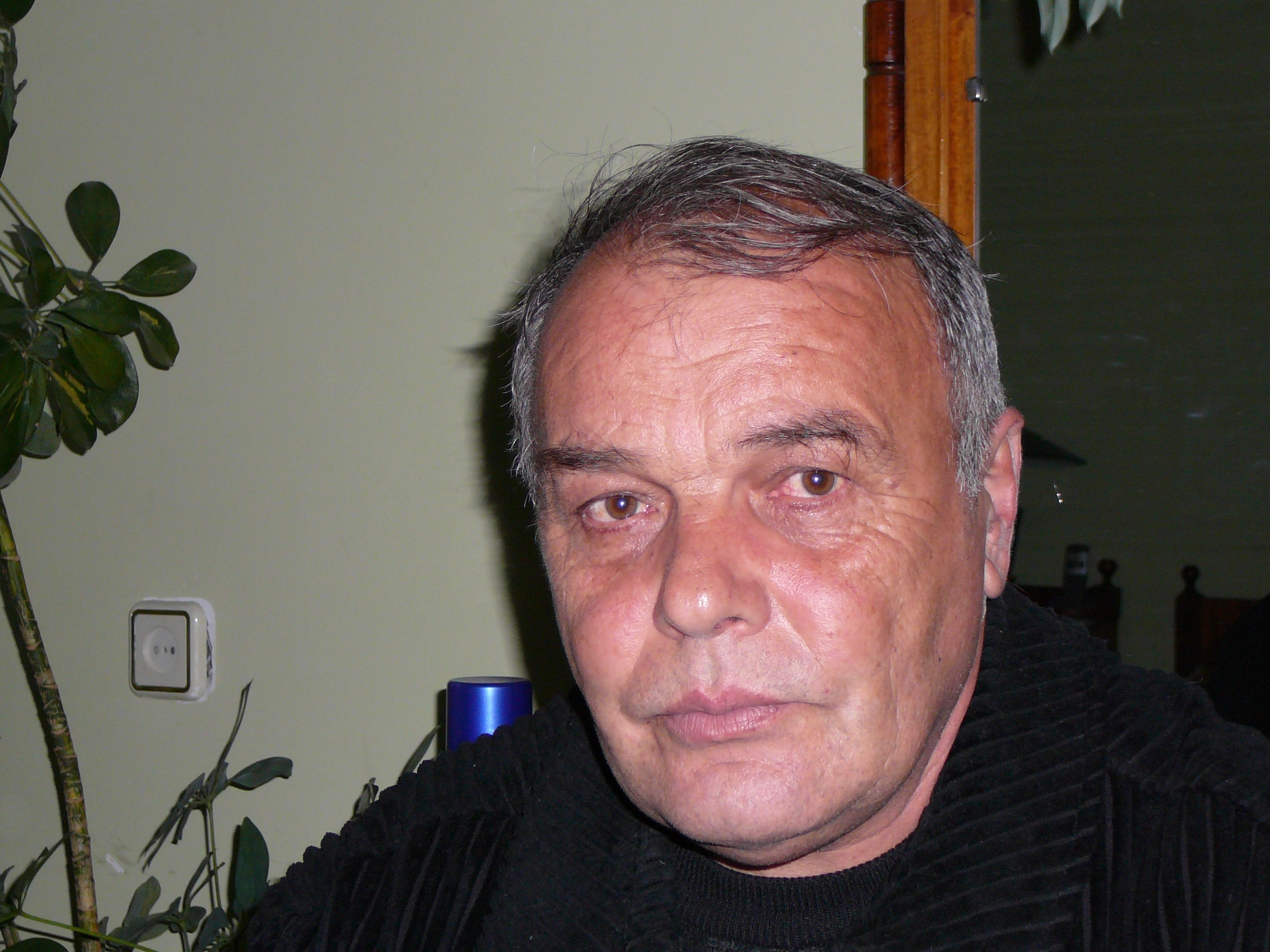
Антон Григорук

Анто́н Анто́нович Григору́к (нар. 2 травня 1950, селище Обертин, Тлумацького району, Івано-Франківської області)  — український художник, живописець і графік, викладач відділу художнього розпису Косівського училища прикладного та декоративного мистецтва Львівської національної академії мистецтв. Член Національної спілки художників України. Член редакційної колегії журналу «Гуцули і Гуцульщина», ВУТ «Просвіта» ім. Т.Шевченка та Клубу інтелігенції ім. І.Пелипейка.

## Життєпис
Григорук Антон Антонович (народився  02 травня 1950 року  в селищі Обертині Тлумацького району Івано-Франківської області)  —  художник, живописець і графік, викладач відділу художнього розпису Косівського коледжу прикладного та декоративного мистецтва Львівської національної академії мистецтв. Член Національної спілки художників України та Спілки художників «Клуб українських митців». Член редакційної колегії журналу «Гуцули і Гуцульщина», ВУТ «Просвіта» ім. Т.Шевченка та Клубу інтелігенції ім. І.Пелипейка.
Життєпис
Антон Антонович Григорук
Народився  2 травня 1950 року в селищі Обертині  Тлумацького району Івано-Франківської області. 
Закінчив  Обертинську й  одночасно  Тлумацьку художню  школи (клас О.Волкова)  (1968), відділ  художньої обробки металу  Косівського технікуму  народних художніх промислів ім. В.І. Касіяна (1975), художньо-графічний  факультет Одеського педагогічного університету  ім. К.Ушинського  (1986). Викладачі з фаху —  заслужений художник  України доцент  А. Калитко, заслужені художники України  професори  Ю. Злочевський, В. Власов, доценти В.Гегамян, А.Недошитко. 
Служив у армії (1969-1971).
Працював  головним художником  художніх майстерень  Верховинського  лісозаводу (1975-1979),  із 1979 року —  в Косівському технікумі народних художніх промислів ім. В.Касіяна (тепер Косівський інститут  прикладного та декоративного мистецтва Львівської національної академії мистецтв) на посадах  викладача композиції, роботи в матеріалі відділу художнього металу (1979-1997), малюнку, живопису та композиції (1997-1999), завідувача відділу художнього розпису (2002-2008), викладача спеціальних дисциплін кафедри  художнього розпису (по теперішній час). 
У 1998 році виграв конкурс проєктів реставрації та реконструкції монументального оформлення замкових споруд  у Франції. Був офіційно  запрошений для  участі  в роботах із відновлення фрескових розписів, мозаїчних  та вітражних творів муніципальних замків м. Рамбуйє біля Парижа (1999-2002). Виконав окремі роботи у Версальському палаці та здійснив за власним проєктом весь комплекс реставраційних робіт у приватному будинку посла Франції в Алжирі в м. Марлі ле Руа.
Як художник-монументаліст здійснив  оформлення інтер’єрів та екстер’єрів громадських і храмових споруд в Івано-Франківській, Чернівецькій, Дніпропетровській, Закарпатській, Тернопільській  та інших областях  України, містах Тарнові, Жешуві, Ярославі (Польща).  
Виконав  значну кількість  графічних робіт у жанрі ліногравюри, здійснив художнє оформлення більше 50 книг українських і зарубіжних авторів, зокрема Т.Шевченка, Марійки Підгірянки, М.Близнюка, Д.Арсенича, О.Масляника, В.Григорака, О.Лупула,  Д.Коренюка (Румунія), Л.Калинця (Іспанія), А.Григорук.
Як живописець працює в жанрах пейзажу, натюрморту, портрета в техніках олійного живопису, акварелі, книжкової ілюстрації. 
Створив портрети відомих  в Україні людей — класиків літератури, мистецтва:  Тараса Шевченка, Івана Франка, Лесі Українки, Андрія Малишка, Тараса Мельничука, Романа Іваничука,  композитора  Володимира Івасюка,  сучасних письменників Ольги Базалії, Миколи Близнюка, Омеляна Лупула, Аделі Григорук, двічі Героя України Семена Поташника, відмінника енергетики України Софії Угрюмової, лікаря Олександра Сем’яніва,  книговидавця Михайла Павлюка та ін.
Свої роботи експонував на колективних виставках в Україні та за рубежем — у  Косові, Обертині,  Коломиї, Івано-Франківську, Львові, Києві (2005 «Автентика і час»), Тернополі, Сімферополі, Москві (1986,1989), Сургуті (1986,1989 — «Барви Карпатських гір»), Дніпрі, Рамбуйє (Франція, 1999,2000 — «Світ у дзеркалі мистецтва»), Фюрзені (Німеччина, 1998  «Виставка образотворчого та декоративно-прикладного  мистецтва викладачів Косівського коледжу ПДМ»), Жешуві, Тарнові (Польща, 1992, 1994), Нанті (2000 — «Гармонія», 2022 — «У полум’ї війни»).
Учасник Всеукраїнських художніх виставок у  Харкові 2003, 2014, 2015, 2016-го років та  Одесі 2009, 2015-го років.
У творчому доробку художника дев’ятнадцять персональних виставок, останні в Косові (2020, 2021, 2022, 2023),  Коломиї (2019), Верховині (2019), Літературному музеї Івана Франка в  Криворівні (2020), Нанті (Франція, 2022).
  Його твори репродукувалися в журналах «Перевал», «Німчич», «Гуцули і Гуцульщина», «Ѓражда»,  «Гарний настрій»,  газетній періодиці.
Окремі твори митця зберігаються в художніх галереях, музейних та приватних колекціях України, Росії, Польщі, США, Англії, Франції, зокрема в Косівському музеї народного мистецтва і  побуту Гуцульщини, Музеї  історії медицини (Одеса), музеї Фонду культури України (Київ), Музеї вишивки М.Струтинського (Косів). 
Антон Григорук  виховав багато  талановитих художників — викладачів спеціальних і загальноосвітніх закладів, учасників та лавреатів міжнародних, всеукраїнських конкурсів, обласних, районних молодіжних фестивалів творчості. 
А.А.Григорук — учасник  науково-практичних  конференцій, має  низку публікацій у фахових виданнях з проблем виховання національних мистецьких кадрів, автор навчальних програм та  методичних розробок з рисунку, живопису, навчальних практик. 
Творчість
1.     «Березень».  Полотно, олія. 50×40. 1997. 
2.     «Роксолана».  Розпис на склі, олія. 87х65. 1998.
3.     «Яблука з осіннього саду». Картон, темпера.  60х40. 2001.
4.     «Зима в Косові».  Полотно, олія. 55х75. 2002.
5.     «Бузкове цвітіння».  Полотно, олія. 80×100. 2005.
6.     «В'язні Гулагу».  Ліногравюра.  34х49. 2005.
7.     «Дорога в Сибір». Ліногравюра. 36х25. 2005.
8.     «На Міській горі. Березень». Картон, олія. 45х60. 2007.
9.     «Портрет лауреата Шевченківської премії Тараса Мельничука». Полотно, олія. 50х60. 2008.
10. «Портрет поета Миколи Близнюка». Ліногравюра. 25х40. 2009.
11. «Дівчина з півнем». Олія, полотно. 2010. 
12. «Портрет видавця Михайла Павлюка». Полотно, олія.  50х60. 2010.
13. «Портрет дружини».  Полотно, олія. 50х60. 2011.
14. «Натюрморт».  Полотно, олія. 60х80. 2012.
15. «Вівчар».  Картон, акрил. 30х40. 2013.  
16. «Свята Родина». Ліногравюра. 26х30. 2014.
17. «Різдво».  Ліногравюра. 26х30. 2015.
18. «Косівські колядники. Ліногравюра.  26х30. 2016. 
19. «Літо моє високе».  Папір, акварель. 40х50. 2017.
20. «Скрижалі».  Папір, акварель. 40х50. 2017.
21. «Борітеся —  поборете». Картон, акрил. 40х60. 2018.
22. «Великдень». Картон, акрил. 40х55. 2018.
23. Ілюстрації до твору Т.Г.Шевченка «Утоплена».  Папір, перо, туш, акварель. 25х35. 2018. 
24. «Лань».  Папір, перо, туш, акварель. 25х35. 2018.
25. «Мавка».  Перо, туш, акварель. 25х35. 2018.
26. «Покутський Великдень». Картон, акрил. 35х45. 2018.
27. «Портрет двічі Героя України Семена Поташника». Ліногравюра. 35х45. 2018.
28. «Портрет Софії Угрюмової». Ліногравюра. 35х50. 2018.
29. «Вівчар».  Картон, акрил. 35х43. 2019.  
30. «Втеча св. Родини в Єгипет».  Картон, акрил. 35х43. 2019.
31. «Ми об камінь точили мечі». Картон, акрил. 35х43. 2019.  
32. «Осінь у Карпатах».  Полотно, олія. 60×80. 2019.  
33. «Перший сніг». Папір, акварель. 40×50. 2019.
34. «Після літнього дощу». Полотно, олія.  60×80.2019.  
35. «Різдвяна Маланка». Картон, акрил. 30х40. 2019.
36. «Річка Чорнява».  Папір, акварель. 35×50. 2019. 
37. «Самотність». Папір, акварель, гризайль. 20х30. 2019.
38. «Сонячний день». Полотно, олія.  60х80. 2019.
39. «Туман».  Полотно, олія. 35х50. 2019.
40. «Айстри».  Папір, гуаш. 38х60. 2020.
41. «Березень». Папір, акварель. 45х50. 2020.
42. «Вечоріє».  Полотно, олія. 60х80. 2020.
43. «Гібіскус».  Папір, гуаш. 50×65. 2020.
44. «Карпатська мольфарка». Папір. Монотипія. 20х35. 2020.
45. «Криворівня».  Полотно, олія. 60х80. 2020.
46. «Літо зелене».  Папір, акварель.  45х50. 2020.
47. «Космеї та жоржини». Картон, гуаш. 80х46. 2020. 
48. «Натюрморт». Папір, акварель. 45х60. 2021.
49. «Левада». Картон, гуаш. 50х70. 2021.
50. «Після літнього дощу». Полотно, олія. 60х80. 2021.
51. «Альпійський водоспад». Полотно, акрил. 60х80. 2022.
52. «Осіння симфонія». Полотно, акрил. 60х80. 2022.
53. «Серпнева казка». Полотно, акрил. 80х60. 2022.
54. «Зелена повінь». Полотно, акрил. 35х49. 2022.
55. «Зловісний шабаш». Полотно, акрил. 60х80. 2022.
56. «Містерія зла». Полотно, акрил. 60х80. 2022.
57. «Зачарований ліс». Полотно, акрил. 62х100. 2022.
58. «Паралельні світи». Полотно, акрил. 40х60. 2022.
59. «Життя вічне». Полотно, акрил. 81х42. 2022.
60. «Протистояння добра і зла». Полотно, акрил. 60х80. 2022.
61. «Десь у глибині свідомості».  Полотно, акрил. 62х100. 2022.
62. «Погляд через товщу тисячоліть». Полотно, акрил. 80х60. 2022.
63. «Поріг болю». Полотно, акрил. 40х60. 2022.
Автор навчальних програм:
·       «Етнографічна навчально-розвивальна практика відділу художнього розпису» (2007).
·       «Переддипломна  практика відділу художнього розпису» (2011);
·       «Навчальна літня практика пленер» (2012).
        Автор методичних розробок та рекомендацій:

·       Рисунок голови людини.
·       Череп людини (рисунок). 
·       Тулуб людини (рисунок).
·       Поетапний малюнок натюрморту.
·       Етюд жіночої голови на холодному фоні (живопис).
·       Декоративне вирішення фігури людини в одежі (живопис).
·       Тональне відображення натури в техніці гризайль.
·       Побудова фігури людини.
·       Рисунок групи предметів. Натюрморт. 
·       Натюрморт у техніці гризайль.
·       Живопис півфігури людини.
·       Живопис фігури людини в професійному оточенні.
Відзнаки і нагороди
·       Грамота Управління культури, національностей та релігій Івано-Франківської обласної державної адміністрації (2014),
·       Грамота Косівської районної державної адміністрації (2011),
·       Дипломи відділу освіти Косівської райдержадміністрації (2014),
·       Подяка Верховинської районної державної адміністрації (2019), 
·       Подяка Управління культури, національностей та релігій Косівської районної  державної адміністрації (2019),
·       Грамота Музею історії міста Коломиї (2019),
·       Подяка Косівської міської ради (2023), 
·       Почесна грамота Національної спілки художників України (2024). 
Державні нагороди
·       Медаль  «За високий професіоналізм» Української конфедерації журналістів (2018), 
·       Медаль «За служіння мистецтву» Всеукраїнського об’єднання «Країна» (2022).
Дипломант
·       Всеукраїнської програми «Золотий фонд нації», Міжнародної програми «Українці — великий європейський народ» (2018); 
·       Всеукраїнської  програми «Державні нагороди України. Кавалери та лауреати» (2019);
·        Всеукраїнської програми «Україна очима митців» (2021), 
·       Всеукраїнської програми «Все буде Україна» (2023). 
Кредо:
«У мистецтва є два найнебезпечніші вороги: ремісник, позбавлений таланту, і талант, що не володіє ремеслом» ( Анатоль Франс).

## БЛОГ ПРО ЛЬВІВ, ЖИТТЯ ТА ІНШІ ПРИКОЛИ
19.  chortkiv.city
https://chortkiv.city › articles › urodzhenka-chortkova-m...
20. Репортер - новини Івано-Франківська та Прикарпаття
https://report.if.ua › lyudy › spadkovyj-mytec-yak-nyk...
21. YouTube
https://www.youtube.com › watc